# Gerrhonotus infernalis
La lagartija caimán norteña (Gerrhonotus infernalis) es una especie de lagarto escamoso ánguido del género Gerrhonotus. Fue descrito originalmente por el herpetólogo, ornitólogo y ictiólogo estadounidense Spencer Fullerton Baird en 1856.

## Taxonomía
David Good en 1988 consideró a G. infernalis sinónimo de G. liocephalus; tiempo después consideró a G. infernalis cómo un taxón valido y en 1994 presentaría evidencia de que G. taylori era sinónimo menor de G. infernalis. Lemos-Espinal y Smith, 2007 continúan reconociendo como una especie válida a Gerrhonotus taylori a pesar de la evidencia contraria presentada por Good en 1994. Recientemente, G. taylori no es considerado como un taxón válido por Liner y Casas-Andreu en 2008, por Lavín-Murcio y Lazcano en 2010 y por Jones & Lovich en 2009. Actualmente, la clasificación taxonómica válida de esta lagartija caimán es Gerrhonotus infernalis.

## Etimología
El epíteto específico de G. infernalis proviene del latín y significa: "subterráneo" o "perteneciente a las regiones inferiores". Esto es en referencia a sus hábitos secretos y semifosoriales.

## Descripción

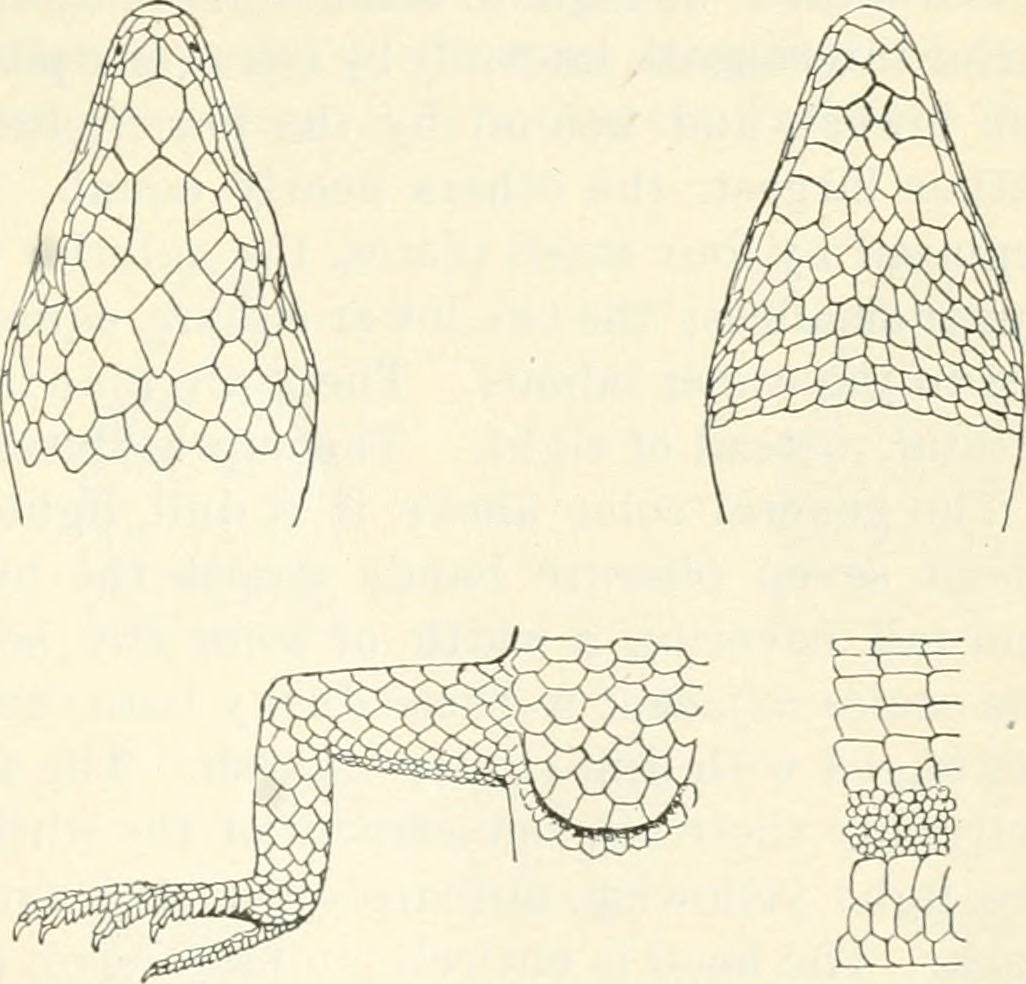
Imágen de la página 540 de "Annual report of the Board of Regents of the Smithsonian Institution" (1846) que muestra una ilustración de un G. infernalis.

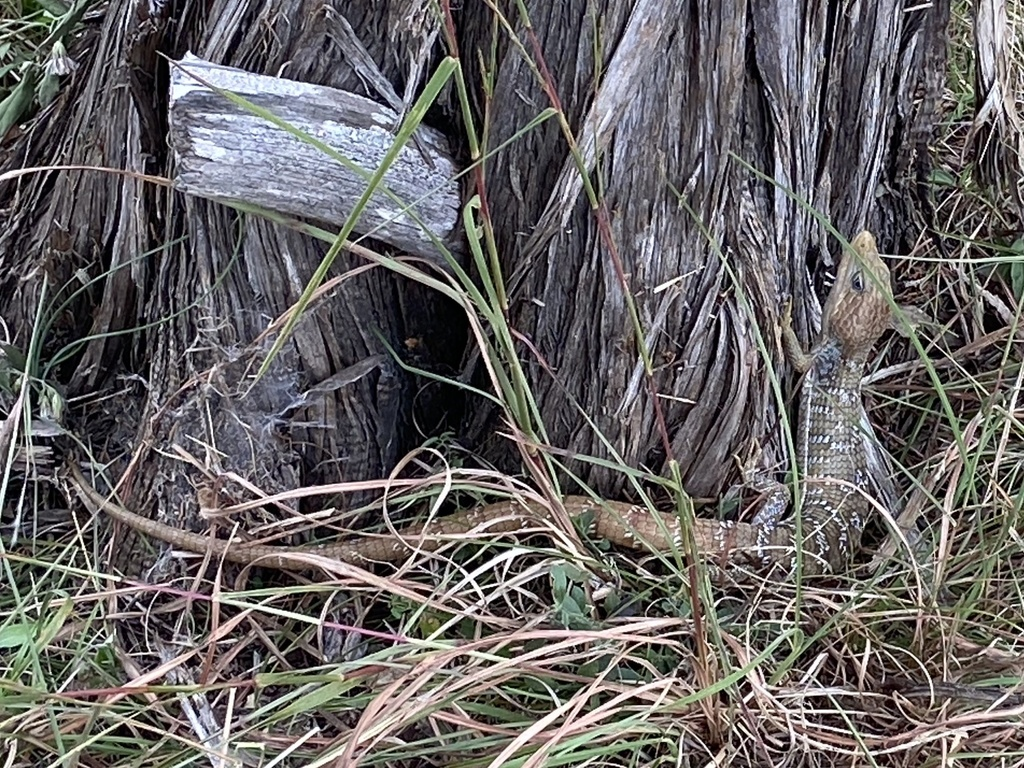
Una lagartija caimán norteña posada en un árbol.

La lagartija caimán norteña es un lagarto ánguido de tamaño mediano, con una longitud total máxima, incluyendo la cola de 61 a 64 cm. Es la especie de lagarto más grande de Texas y uno de los lagartos caimán más grandes del mundo. Su cabeza es triangular, aplanada y larga, en forma de cuña. Su cuerpo es generalmente de color marrón amarillento, a menudo con un patrón de cuadros de color marrón oscuro y blanco en sus superficies dorsales, y uniformemente de color claro, blanco o gris en sus superficies ventrales. Sus escamas son muy rígidas y parecidas a placas. Tiene extremidades cortas y una cola que puede soltar para distraer a un depredador potencial, pero puede crecer con el tiempo como una salamanquesa.

### Dimorfismo sexual
Se sabe que existe un dimorfismo sexual en G. infernalis, en dónde los machos tienen un mayor tamaño y una cabeza de mayor dimensiones; se cree que una cabeza más grande le permite a los machos una mayor ventaja en combates y en rituales de apareamiento. Patrones similares se han observado en otros lagartos ánguidos como en A. graminea y B. imbricata.

## Distribución
La lagartija caimán norteña se distribuye en los estados mexicanos de San Luis Potosí, Coahuila, Durango, Chihuahua, Nuevo León, Querétaro, Guanajuato) y en Hidalgo, Tamaulipas.  También se encuentra en Texas, Estados Unidos.